# Język kakauhua
Język kakauhua, także: cacahue, kaukaue – niesklasyfikowany język wymarły, o możliwej przynależności do języków alakaluf, którego istnienie nie zostało jednoznacznie potwierdzone. Nie posiada formy pisanej.